# Normteil
Ein Normteil ist ein Bauteil der Technik, des Bauwesens, der Elektrik oder des Maschinenbaus, das in allen Einzelheiten in einer Norm festgelegt und beschrieben ist.
Sie werden durch Normausschüsse so festgelegt, dass sie allgemein verwendbar und untereinander austauschbar sind. Daneben existieren Werksnormen großer Unternehmen, die teilweise Eingang in den Allgemeingebrauch gefunden haben. Diese Teile nennt man oft auch Normalien.
Normteile werden meist nicht selbst hergestellt, sondern von hierauf spezialisierten Herstellern zugekauft. Norm- und Zukaufteile werden meist in Katalogen oder Verzeichnissen, in neuerer Zeit in digitalen Teilebibliotheken oder Teilemanagement-Systemen verwaltet.
Typische Normteile sind:
- Schrauben, Muttern, Unterlegscheiben, Bolzen und Splinte
- Federn, Buchsen, Nippel, Dichtungen
- Bedienteile (viele frühere Normen für Stellteile wurden aufgegeben)
- Rohre und Profile und Halbzeuge,
- Armaturen, Rohrverbindungen, Flansche,
- Blechteile, Beschläge
- Fenster, Stahltüren, Innentüren, Garagentore
- Räder aller Art, Lager aller Art
- Maschinenwerkzeuge, Spannzeuge, Handwerkzeuge
- Kabel, Schalter,
- elektrische und elektronische Bauelemente, passive Bauelemente, Widerstände, Kondensatoren, Dioden